# Marinus Anton Donk
Marinus Anton Donk (14 augustus 1908 – 2 september 1972) was een Nederlandse mycoloog. Hij specialiseerde zich in de taxonomie en nomenclatuur van paddenstoelen. Rolf Singer schreef in zijn overlijdensbericht dat hij "een van de meest opvallende figuren van de hedendaagse mycologie" was.

## Biografie
Donk werd geboren in 1908 in Situbondo (Oost-Java). Hij voltooide de middelbare school in Den Haag. Hij studeerde vanaf 1927 biologie aan de Universiteit van Utrecht. Als afgestudeerde student mycologie voltooide hij het werk voor zijn Revisie van de Nederlandse Heterobasidiomyceteae uit 1931 . Hij voltooide zijn studie en promoveerde in 1933 op het tweede deel van zijn werk, Revisie van de Nederlandse Heterobasidiomyceteae. Daarna keerde hij terug naar Java, waar hij van 1934 tot 1940 werkte als leraar en vanaf 1941 als conservator in het herbarium van 's Lands Plantentuin te Buitenzorg. Hij werd van 1942 tot 1945 geïnterneerd in een Japans gevangenkamp. Tijdens zijn verblijf daar slaagde hij erin gist te kweken die in de bloeiwijzen van palmbomen in de kampen groeide; hij gebruikte de gist om rijst te fermenteren, wat de gevangenen essentiële vitamines opleverde.

## Carrière
Donks voornaamste onderzoeksgebied betrof de taxonomie van paddenstoelen, vooral de Aphyllophorales en Heterobasidiomycetes. Hij was betrokken bij de ontwikkeling van een modern systeem om de Aphyllophorales te classificeren en beïnvloedde de nomenclatuurregels voor paddenstoelen.
Donk werd van 1947 tot 1955 hoofd van het Herbarium Bogoriense en in 1952 adjunct-hoogleraar aan de Universiteit van Indonesië. Rond deze tijd raakte hij geïnteresseerd in de nomenclatuur. Na zijn terugkeer in Nederland was hij van 1956 tot 1972 hoofd van de Mycologische Afdeling van het Rijksherbarium in Leiden en van 1954 tot 1960 lid van de Koninklijke Nederlandse Akademie van Wetenschappen. Donk was ook voorzitter op het Internationaal Botanisch Congres van het Nomenclatuurcomité in het Comité voor Schimmels en Korstmossen. Samen met zijn collega Rudolph Arnold Maas Geesteranus richtte Donk in 1959 het tijdschrift Persoonia op.
Hij werd geëerd in 1973, toen twee botanici Donkioporia publiceerden, een geslacht van schimmels uit de familie Fomitopsidaceae.